# 江山控股
江山控股有限公司，簡稱江山控股（英語：KONG SUN HOLDINGS LIMITED，港交所：0295），在1994年7月17日，從霸寶集團有限公司更名而來。該公司前身為「和山企業發展有限公司」。
曾是由馬來西亞商人及已故的江祿森主理，也是在2001年8月30日，分拆英君技術有限公司（弘海有限公司前身）在港交所上市，由於受到財政問題，故此由謝安建和有關人士收購。
當時主要業務銷售仿真植物，以及物業租金收入，現時業務在中國內地經營光伏能源行業。總部位於香港和揚州。董事長劉文平。
2015年12月4日，江山控股以人民幣347,800,000元代價，收購中科恒源科技股份有限公司持有44.587%股權權益，而收購業務是中國從事光伏發電站項目之建設及發展以及風光混合型路燈之製造及銷售。

## 外部連結
- kongsun-hldgs.com